# Metaxo
Metaxo (em grego:  μεταξύ, transl.: metaxy ou metaxú), por vezes referido como metaxia, é um termo frequentemente utilizado na filosofia de Platão para denotar algo com local ou função de meio, intermediário ou conectivo, tendo sido  emprestado na contemporaneidade por alguns pensadores, principalmente Simone Weil e Eric Voegelin; William Desmond também cunhou o termo "metaxologia".
Relaciona-se em meio a, mas não se confunde com o ato de metéxis (participação). 

## Em Platão
Diversas qualificações do metaxo são fornecidas por Platão em sua ontologia, cosmologia e epistemologia: a realidade intermediária entre o mundo inteligível e o mundo sensível, chamada khôra, "terceiro tipo" (triton genos) entre o ser e o não-ser; os espíritos (daemones) que intermedeiam os deuses aos humanos; o demiurgo; a Alma do Mundo; a alma (psyche); a encruzilhada neutra da opinião (doxa) em meio a ignorância e conhecimento (episteme); bem como a diánoia (entendimento) e logos entre a inteligência (noun) e a opinião:
"se aparecesse algo que ao mesmo tempo é e não é, tal coisa ficaria em posição intermédia (metaxy) entre o ser puro e o que de todo modo não é"
–A República 478d 
"Parece que descobrimos, então, que as muitas convenções sobre o múltiplo, daquilo que é belo e honrado e outras coisas, são relegadas à região intermediária a circular entre o não ser e o ser puros. ... Mas concordamos com antecedência que, se algo desse tipo for descoberto, deve ser denominado opinável, não conhecível, o viajante entre o ser captado pela faculdade que está entre."
–A República 479d
No diálogo Parmênides 156d, ele aparece para descrever o "repentino" (exaíphnes), que entremeia a alternância de estados (devir, geração e corrupção) no tempo:
"o súbito (exaíphnes) parece significar algo como uma mudança a partir de uma coisa em direção a outra. Com efeito, não é do que está em repouso quando ainda em repouso que surge a mudança [para o movimento], nem do movimento enquanto ainda se move surge a mudança [para o repouso]. Mas o próprio súbito, essa estranha natureza, é um intermediário (metaxy) entre o movimento e o repouso, não sendo em tempo algum, e é para ele e a partir dele que o móvel muda para o repouso e o que está em repouso para o que se move" 
Mas o exemplo mais notório é o de Eros, em O Banquete, definido através da sacerdotisa Diotima como intermediário de contrários, que não é divino, nem belo, nem feio, nem mau, mas:
"Como eu sugerira, ele [Eros, o Amor] é entre o mortal e o imortal. ... Um grande espírito (daemon), Sócrates: pois todos os espirituais são mediadores entre o divino e o mortal. ... Ele interpreta e transporta coisas humanas aos Theoí (Deuses), e coisas divinas aos homens; preces e sacrifícios de baixo, e ordenanças e retribuições de cima: e [o Amor] preenchendo em meio a eles, o todo se interliga. Por meio dEle se transmitem toda profecia e sacerdócio em relação a sacrifício e rito e cantos, e os oraculares todos e encantamento. Theós (Deus) não se mistura com o homem; mas toda comunhão e conversação dos deuses com os homens, sejam despertos ou dormentes, é levada por intermédio dEle. Aquele que é sábio em alguma dessas maneiras é um homem espiritual; enquanto que aquele que é sábio em qualquer outra maneira, em uma profissão ou qualquer trabalho manual, é meramente um mecânico (bánausos). Muitos e diversos são esses espíritos, e um deles é o Amor."
–O Banquete, 203
Diotima, ensinando a Sócrates, usa o termo para mostrar como a tradição oral pode ser percebida por diferentes pessoas de diferentes maneiras. No poema de Sócrates, ela descreve Eros como não um extremo; antes, como espírito, Eros está entre o divino e a humanidade. Diotima expõe, assim, as falhas da tradição oral; usa contrastes fortes para expressar a verdade, revelando vulnerabilidade ao sofisma. Essa parte do diálogo aponta para a ideia de que a realidade é perceptível apenas através do caráter (que inclui desejos e preconceitos e compreensão limitada da lógica). O homem se move através do mundo do tornar-se, o mundo em constante mudança da percepção sensorial, para o mundo do ser - o mundo das formas, dos absolutos e da transcendência. O homem transcende seu lugar no devir através de Eros, em que o homem alcança o Bem Maior, um estado de consciência intuitivo e místico. Amor (Eros) também aparece no diálogo como intermediária ou filha da Pobreza (Penia) e Posse (Poros). Mais tarde, neoplatonistas como Plotino usaram o conceito para expressar uma colocação ontológica do homem entre os deuses e os animais.

## Uso contemporâneo
O filósofo político contemporâneo Eric Voegelin usou o termo para significar o lugar permanente onde o homem está entre dois pólos de existência. Tais como a realidade infinita (Ápeiron) e finita (a mente divina ou Nous) da existência ou entre o início da existência (Apeiron) e a existência do Além (ἐπέκεινα epekeina). Como uso técnico, Voegelin definiu metaxo como a conexão da mente ou nous com o mundo material e o reverso da conexão do mundo material com a mente como "consciência do ser". Sob Voegelin, também pode ser interpretado como uma forma de percepção, em contraste com a consciência, um modelo da mente (ou nous), em contraste com o fluxo dinâmico e não ordenado da consciência experiencial. Como uma forma de reflexão entre dois pólos de experiência (finito e infinito ou imanente e transcendente); toda a existência sendo expressa como o cosmos. Sendo o metaxo a conexão do homem com o mundo material, este é o fundamento do ser. Voegelin ensinou que aqueles que buscavam poder político para seu próprio fim eram sofistas e aqueles que buscavam significado e verdade na vida ou união com o conhecível e verdadeiro, eram filósofos. Cada uma dessas posições manifesta uma visão diferente sobre o devir e o ser de Platão; novamente o lugar entre cada um desses pólos de experiência é o metaxo. 
O conceito também é usado por Simone Weil, sob a forma "metaxu". Ela acreditava que a compaixão deve agir na área da metaxia.